# Tetralogi
Tetralogi er betegnelsen for et kunstnerisk værk der består af fire dele, afsnit, installationer, etc. ligesom en trilogi består af tre dele. Eksempler på en film tetralogi er Alien, Scream og Pirates of the Caribbean serien, der udkom som fire film.
Fox bruger ofte udtrykket 'quadrilogy' i stedet for.